# Lidija Dimkovska
Lidija Dimkovska (makedonsky лидия димковска; * 11. srpna 1971, Skopje) je severomakedonská spisovatelka.

## Život a dílo
Na univerzitě v rodném Skopje studovala srovnávací literární vědu, posléze rumunskou literaturu v Bukurešti, kde také vyučovala jako lektorka makedonštinu.

### České a slovenské překlady
- Náhradní život (orig. 'Резервен живот'). 1. vyd. Brno: Větrné mlýny, 2016. 473 S. Překlad: Katerina Dimovska, Bohuslav Valek
- Skrytá kamera (orig. 'Skriena kamera'; 'Скриена камера'). Bratislava: Kalligram, 2007. 242 S. Překlad: Viera Prokešová